# Le Pont de Nantes
Le Pont de Nantes (ou Sur le pont de Nantes) est une chanson folklorique française.
Elle intègre le répertoire des chansons enfantines au XXe siècle. D'autres versions de cette chanson ne situent pas spécifiquement l'action à Nantes ; elle est alors intitulée : Sur le pont du nord.
Dans leur ouvrage Aux sources des chansons populaires, Martine David et Anne-Marie Delrieu affirment que cette chanson serait issue d'une romance du XIIe siècle.
Elle a été notamment reprise par Guy Béart, Dorothée dans la longue série des chansons traditionnelles dans l'émission Discopuce RécréA2 connu sous le nom "Le jardin des chansons"  et Nana Mouskouri.

## Paroles
Sur le pont de Nantes
Un bal y est donné
La belle Hélène
Voudrait bien y aller !
Ma chère mère
M'y laisserez-vous aller ?
Non, non ma fille
Vous n'irez point danser
Monte à sa chambre
Et se met à pleurer
Son frère arrive
dans un bateau doré
Qu'as-tu, ma sœur
Qu'as-tu donc à pleurer ?
Hélas ! mon frère
Je n'irai point danser !
Oh ! si, ma sœur
Moi je t'y conduirai
Prends ta robe blanche
Et ta ceinture dorée
Elle fit trois tours
Le pont s'est effondré
La belle Hélène
Dans la Loire est tombée
Hélas ! mon frère
Me laisseras-tu noyer ?
Non, non, ma sœur
Je vais te retirer !
Dans l'eau se jette
Et les voilà noyés !
Toutes les cloches
Se mirent à sonner
La mère demande
Qu'a-t-on à tant sonner ?
C'est pour Hélène
Et votre fils aîné
Voilà le sort
Des enfants obstinés !

## Adaptations et reprises
En 1991, Vincent Lagaf' sort la chanson La Zoubida, dont l'air reprend celui du Pont de Nantes.
Anne Sylvestre adapte la chanson sous le titre Le Pont du Nord, en 1998 sur l'album Les Arbres verts.